# Svenska expeditionen till Magellansländerna
Svenska expeditionen till Magellansländerna, även kallad Eldslandsexpeditionen, var en svensk expedition till Eldslandet och Patagonien som leddes av Otto Nordenskjöld under åren 1895–1897. Andra deltagare i expeditionen var Per Dusén, Axel Ohlin, tysken Carlos Backhausen och Helmer Åkerman.
Under expeditionen besökte de stäpperna på östra Eldslandet och sydbokskogarna i de otillgängliga centrala och västra delarna av huvudön. Vid tiden fanns få skildringar av det inre av Eldslandet. De gjorde även exkursioner i den sydpatagoniska skärgården och tog sig till dittills okända partier av Anderna. Under södra halvklotets vinter reste de norrut till Santiago och Atacamaöknen.
Det huvudsakliga uppdraget var naturvetenskapligt arbete med kartografi och geologiska och biologiska undersökningar. Otto Nordenskjöld var även intresserad av att försöka komma i kontakt med områdets ursprungsfolk.

## Förberedelser och finansiering
Otto Nordenskjöld hade planerat sin expedition länge och haft hjälp av inte minst sin morbror Adolf Nordenskiöld. Han höll ett tal för Svenska sällskapet för antropologi och geografi (SSAG) 1894 där han presenterade sina planer. Han tilldelades det byzantinska resestipendiet från Uppsala universitet. Andra finansiärer var de göteborgsbaserade handelsmännen Oscar Dickson, Douglas Kennedy och geologen Hjalmar Sjögren. Även Ottos farbror Otto Wilhelm Nordenskjöld (1836–1908) bidrog till expeditionen liksom SSAG. Under våren 1895 reste Nordenskjöld i Europa för att knyta kontakter och samla in erfarenheter från tidigare resenärer i området. Han kom till Buenos Aires på hösten 1895 och använde tre månader till förberedelser. Här träffade han Carlos Backhausen, en tysk som vistats i Argentina i 30 år och som arbetat för gränskommissionen. Även sjömannen Helmer Åkerman träffade han här. Åkerman hade ett stort zoologiskt intresse och kunde bistå Axel Ohlins arbete. Slutligen anställdes fyra gauchos, Polanco, Medina, Regaláo och Amarillo, som skulle sköta expeditionens hästar och mulåsnor. Utrustningen var nerpackad i 100 säckar och lådor som nu behövde transporteras söderut.

## Expeditionens genomförande

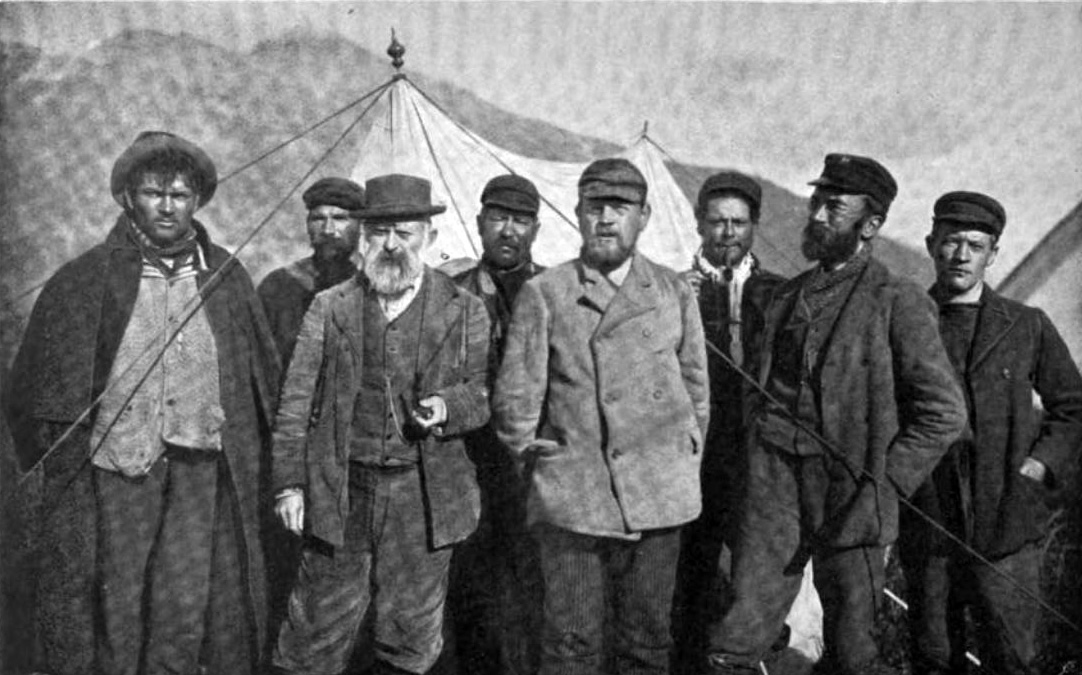
Expeditionsdeltagarna i mars 1896. Från vänster: okänd, okänd, Carlos Backhausen, okänd, Otto Nordenskjöld, okänd, Axel Ohlin, Helmer Åkerman. Foto: Per Dusén.

Expeditionen lämnade Buenos Aires och mötte upp Dusén och Ohlin i Punta Arenas efter att först ha lastat av packningen i San Sebastian i San Sebastianviken på Eldslandets Atlantkust. Expeditionen fick även en vägvisare, José Diaz. På vägen tillbaks mot San Sebastian från Punta Arenas fick de höra talas om tre urinvånare som blivit skjutna 1894 när de stal får. En vägvisare visade var liken fanns och Nordenskjöld samlade in dessa vilka senare blev utställda vid Karolinska institutet.
I januari gjorde de en exkursion söderut mot Eldslandets största sjö, Lago Fagnano. Åkerman och Ohlin följde dock inte med utan återvände till Punta Arenas eftersom de ansåg att det fanns mer för dem att samla in där. Nordenskjöld, Dusén, Backhausen, José, Polanco, Medina och Amarillo stannade vid missionsstationen Rio Grande som senare blev staden Rio Grande och som ligger vid Atlantkusten vid Rio Grandes mynning. Nordenskjöld stannade här i tio dagar och dokumenterade så mycket han kunde kring ursprungsfolkens situation. Det fanns endast ett fåtal vuxna urinvånare samt ett tiotal pojkar och flickor. Men missionen besöktes under de första dagarna av "fullkomligt ociviliserade individer från de stammar som vistades i närheten". Vid ett övergivet läger från urinvånarna samlade Nordenskjöld in en del föremål och lämnade i utbyte på platsen tändstickor, en tröja och en Eskilstunakniv. Från Rio Grande fortsatte Nordenskjöld med Medina, José, Polanco, Backhausen och 15 hästar och mulåsnor söderut under tre veckor från den 18 januari mot Lago Fagnano. Efter en vecka genom skogsmark kom han till en bergstopp med utsikt över en tredjedel av Eldslandet vilket gjorde det möjligt för honom att kartlägga stora områden. Under tiden samlade de övriga in material och tog prover på sina håll. Axel Ohlin lyckades åka med olika transportbåtar och kunde utifrån dem utföra skrapningar.

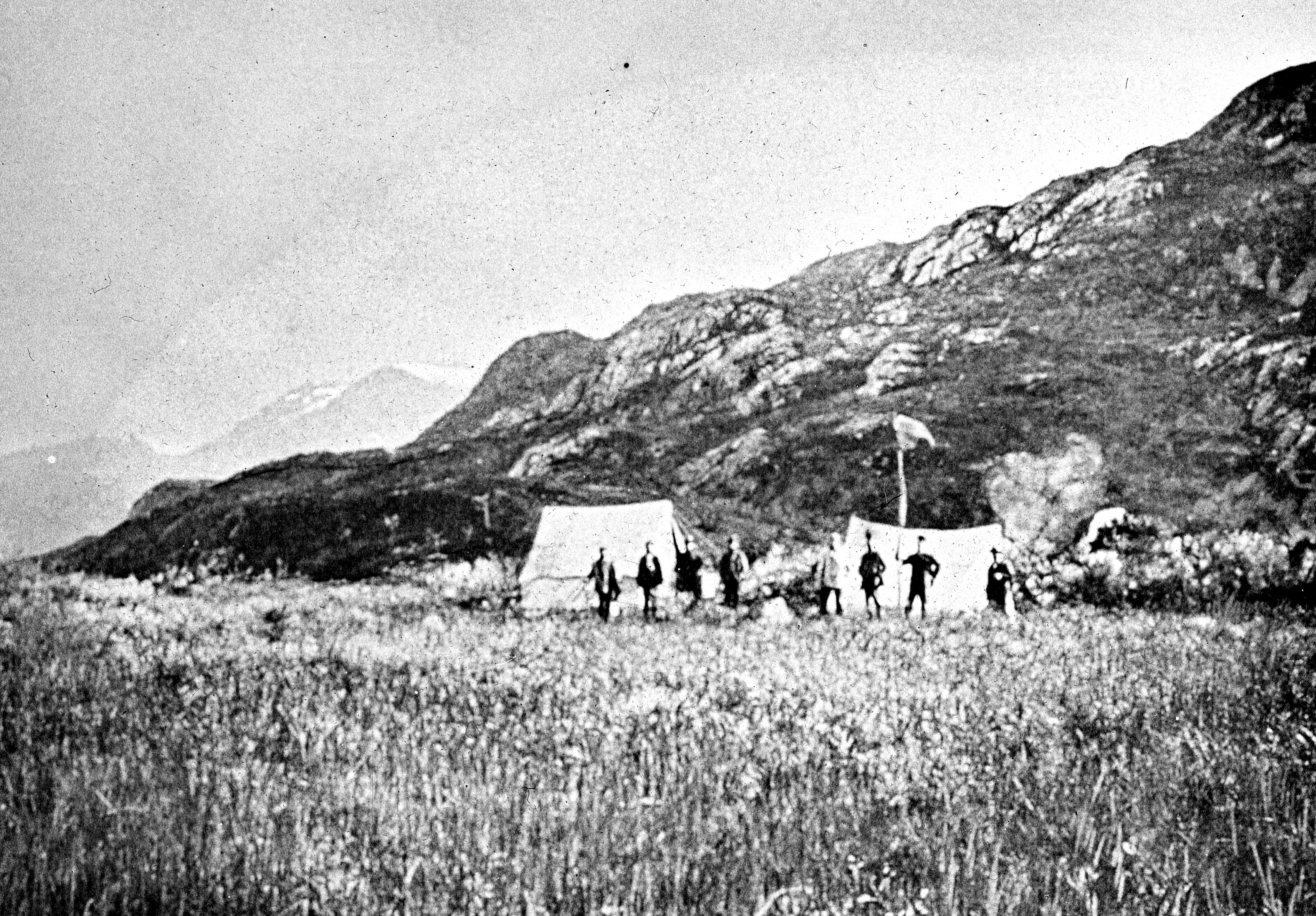
Expeditionen vid lägerplatsen vid Azopardoflodens mynning.

Nästa projekt var att nå Fagnano sjövägen västerifrån vilket de gjorde under slutet av februari. De tog sig in i fjorden Seno Almirantazgo (även kallad Admiralty Sound). Här rann Azopardofloden (Rio Azopardo) ut och tanken var att följa denna till Lago Fagnano som är flodens källa. Ohlin och Nordenskjöld tog sig fram till fots men efter ett tag gav Ohlin upp och Nordenskjöld fortsatte själv tills han kom fram till Fagnano och återvände sedan till expeditionens läger vid Rio Azopardo. Båten Condor kom och hämtade dem och de återvände till Punta Arenas. Expeditionen gjorde utflykter med andra båtar, bland annat till  fjorden Ultima Esperanza.
Axel Ohlin återvände till Sverige redan i april. Han hade genom bottenskrapningar samlat in 1200 olika djurexemplar från 36 olika ställen, de flesta i de västligare delarna av Eldslandets vattenområden. Endast en skrapning var från ostkusten.
Den tredje resan skulle nå Fagnano från söder och ägde rum i april. De reste därför med det chilenska fartyget Condor från Punta Arenas genom Magellans sund ut i Stilla Havet och följde arkipelagens sydkust tills de kom till Beaglekanalen och den lilla orten Ushuaia som vid denna tid hade ca 300 invånare. Här delade de på sig, Dusén åkte vidare till mellersta Chile och Åkerman tog sig till Buenos Aires. Nordenskjöld blev själv kvar och försökte på egen hand ta sig norrut för att nå Fagnano från detta håll men misslyckades nå fram till sjön. Han reste tillbaks till Punta Arenas och reste vidare norrut. Sex år senare lyckades en annan svensk, Johan Gunnar Andersson, ta sig från Beaglekanalen till Fagnano med hjälp av vägvisare från selk'nam under Svenska antarktisexpeditionen.

### På fastlandet
När vintern närmade sig reste expeditionen norrut till Valparaiso och Santiago och sedan till Atacamoöknen där nyligen en gruvdrift efter silver och koppar inletts. I september var de tillbaks i Punta Arenas och ett belgiskt syndikat bad dem undersöka ett område på fastlandet i södra Patagonien med syfte att hitta lämpliga transportvägar över Anderna. Det område de undersökte under november-januari är en del av nuvarande nationalparken Torres del Paine. De mötte "patagonier", nomadiserande urinvånare som bodde i tält av hopsydda skinn från guanaco. De "upptäckte" flera sjöar och en fick namnet Dicksonsjön (Lago Dickson) döpt efter finansiären Oscar Dickson. I efterhand döptes en annan av sjöarna till Lago Nordenskjöld. I en grotta hittade Nordenskjöld ett skinn som han menade var från ett 11 000 år gammalt grotttrögdjur (mylodon) och som numera förvaras på Evolutionsmuseet i Uppsala.

### Hemresa
Under januari och februari 1897 gjordes ytterligare mindre exkursion i de nordligare delarna av Eldslandet. Otto besökte missionsstationerna flera gånger. Han lämnade Eldslandet 25 februari och stannade två veckor i Buenos Aires. I april kom han till Liverpool. Övriga expeditionsdeltagare, inklusive Dusén och Åkerman, blev kvar i Sydamerika.

## Kontakter med Eldslandets ursprungsfolk
Eldslandets ursprungsbefolkning, främst selk'nam (tidigare kallade ona), haush (också tidigare kallade ona) yahgan (även yamana) och kawésqar (tidigare alakalufe; yahgan och kawésqar har tidigare benämnts "kanalindianer" i äldre litteratur) var vid denna tid kraftigt marginaliserade. Den europeiska koloniseringen med fårfarmar hade lett till blodiga sammanstötningar och svåra övergrepp, vilket har kallats ett av de mest brutala  folkmorden i världshistorien. Missionärer var verksamma i området under lång tid och utgjorde det enda alternativet för de som överlevt folkmordet.
Missionsstationen vid Rio Grande hade en relativt stor grupp selknam. Dem besökte Nordenskjöld, och hans vittnesbörd och anteckningar om deras språk och sedvänjor har lyfts fram som en viktig källa för vår kunskap om detta numera utrotade folk.
Otto Nordenskjöld reagerade starkt emot de övergrepp som indianerna utsattes för, och han skrev under sin vistelse i Eldslandet åtskilliga brev till presidenten, regeringen, till guvernörerna i de olika distrikten, och till diverse tidningar. Han ansåg att som läget nu var, så borde allt göras för att ge missionärerna resurser att skydda indianernas liv. Eftersom det saknades vilja att avsätta områden där indianerna skulle få vara ifred, så ställdes allt hopp trots allt till missionerna.
Det finns föremålssamlingar från expeditionen på Världskulturmuseet i Göteborg och på Etnografiska museet i Stockholm.